# 大分地方裁判所
大分地方裁判所（おおいたちほうさいばんしょ）は、大分県大分市にある日本の地方裁判所の一つで、大分県を管轄している。略称は、大分地裁（おおいたちさい）。杵築、佐伯、竹田、中津、日田に支部を置いている。
大分地方裁判所には大分市に置かれている本庁のほか、杵築市、佐伯市、竹田市、中津市、日田市の5市に地方裁判所と家庭裁判所の支部を設置しているほか、前述の6箇所にくわえ別府市、臼杵市、豊後高田市の3箇所を加えた9箇所に簡易裁判所を設置している。また、大分、中津の2つの検察審査会も設置されている。
なお、西日本で唯一上級裁判所の管轄が複数に亘る地裁でもある。

## 歴史
- 1928年（昭和3年）10月23日 - 陪審法に基づき全国初の陪審裁判が始まる[1]。
- 2016年（平成28年）9月 - 四国電力伊方原子力発電所3号機の運転差し止めを求める提訴を受理する。
- 2023年（令和5年）5月19日 - 日本放送協会の情報公開請求が契機となり、永久保存指定していた6件の民事裁判記録が廃棄されていたことが判明[2]。

## 所在地
- 本庁：大分県大分市荷揚町7-15　北緯33度14分30.4秒 東経131度36分29.9秒 / 北緯33.241778度 東経131.608306度
JR日豊線, 久大線, 豊肥線大分駅北徒歩15分

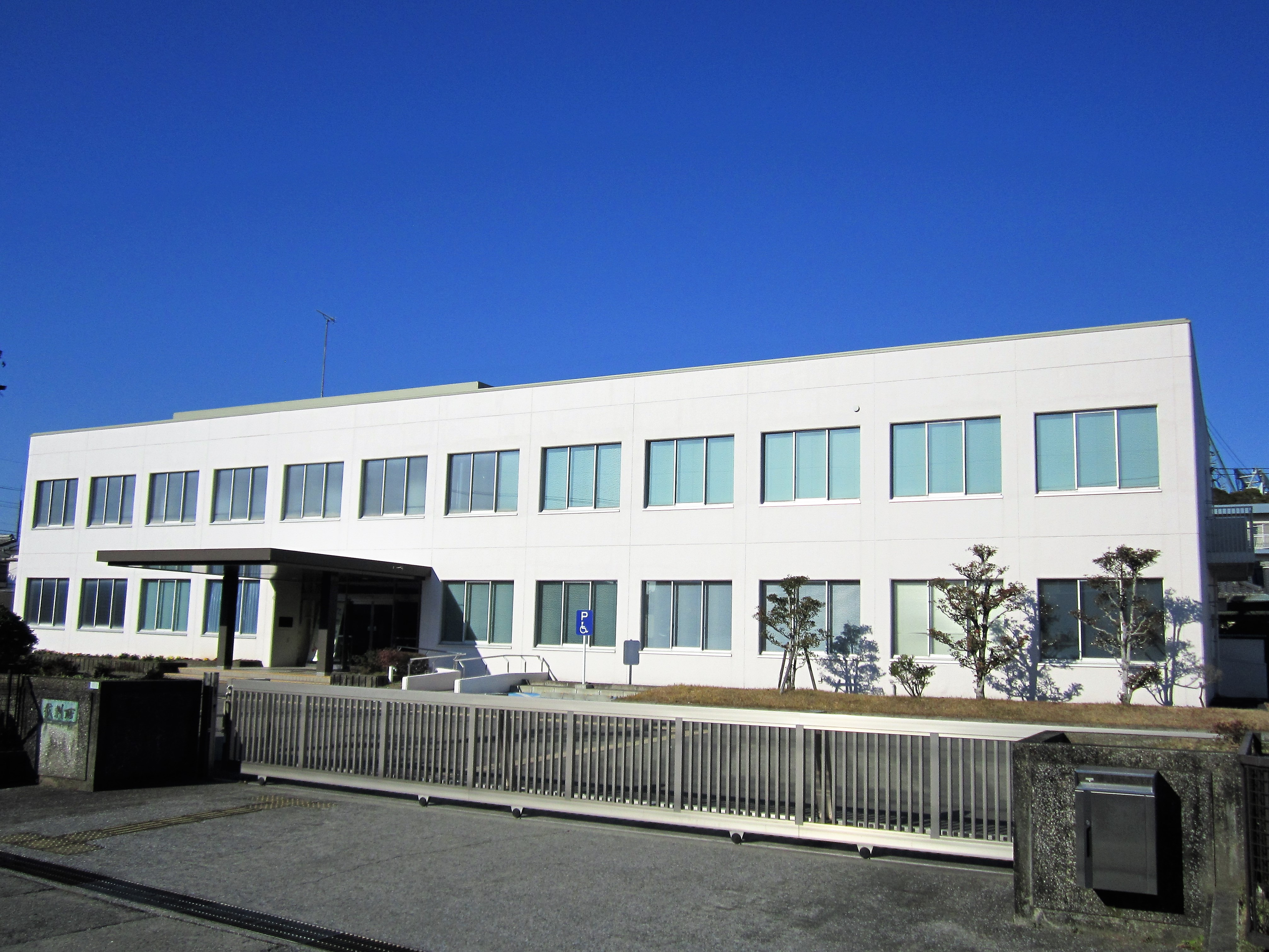
杵築支部：大分県杵築市大字杵築1180　北緯33度25分10.6秒 東経131度36分42秒 / 北緯33.419611度 東経131.61167度
JR日豊線杵築駅東5キロメートル,バスセンター西徒歩10分
バス利用の場合(駅行き・バスセンター行き共) 中平経由便 守末停留所下車徒歩5分, 新道経由便 祇園神社前停留所下車徒歩1分 ただし,新道経由はバスセンター行きのみ
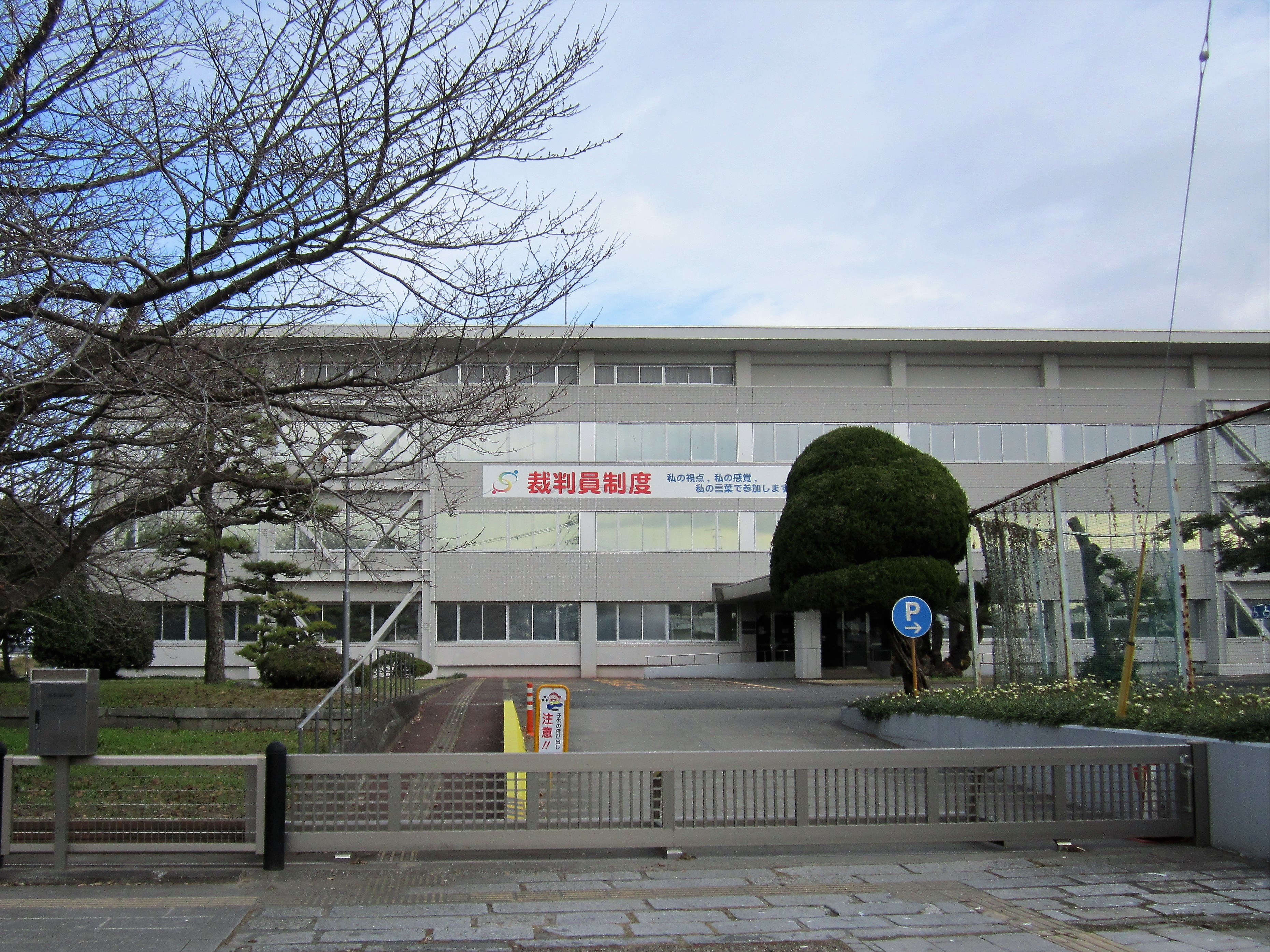
佐伯支部：大分県佐伯市野岡町二丁目13-2　北緯32度58分6秒 東経131度54分35.9秒 / 北緯32.96833度 東経131.909972度
JR日豊線佐伯駅南東徒歩10分
- 竹田支部：大分県竹田市大字竹田2065-1　北緯32度57分57秒 東経131度23分39.6秒 / 北緯32.96583度 東経131.394333度
JR豊肥線豊後竹田駅南東徒歩15分
- 中津支部：大分県中津市二ノ丁1260　北緯33度36分20.9秒 東経131度11分12.2秒 / 北緯33.605806度 東経131.186722度
JR日豊線中津駅北西徒歩15分
- 日田支部：大分県日田市淡窓一丁目1-53　北緯33度19分20秒 東経130度56分24.8秒 / 北緯33.32222度 東経130.940222度
JR久大線, 日田彦山線日田駅北徒歩15分

- 佐伯支部
- 中津支部

## 管轄
本庁
- 大分市、由布市、臼杵市、豊後大野市（旧大野郡千歳村、犬飼町）、別府市、津久見市

杵築支部
- 杵築市（旧西国東郡大田村を除く）、国東市（旧東国東郡国見町を除く）、速見郡日出町

佐伯支部
- 佐伯市

竹田支部
- 竹田市、豊後大野市（旧大野郡千歳村、犬飼町を除く）

中津支部
- 中津市、宇佐市、杵築市（旧西国東郡大田村）、国東市（旧東国東郡国見町）、豊後高田市、東国東郡姫島村

日田支部
- 日田市、玖珠郡九重町、玖珠町

※ただし、行政事件、杵築・佐伯・竹田の各支部の合議事件及び少年事件は本庁で、日田支部管内の合議事件及び少年事件は中津支部でそれぞれ取り扱う。

## 歴代所長
（カッコ内は在任期間と転任先）
- 古賀寛（2005年9月 - 2007年9月30日 熊本地方裁判所所長）
- 加藤誠（2008年10月31日 - 2010年10月 依願退官）
- 中谷雄二郎（2010年10月 - 2013年3月 大阪高等裁判所部総括判事）
- 田川直之（2013年3月 - 2014年5月 大阪高等裁判所部総括判事）
- 白石哲（2014年5月 - 2015年4月 福岡高等裁判所部総括判事）